# Eulenspinner und Sichelflügler

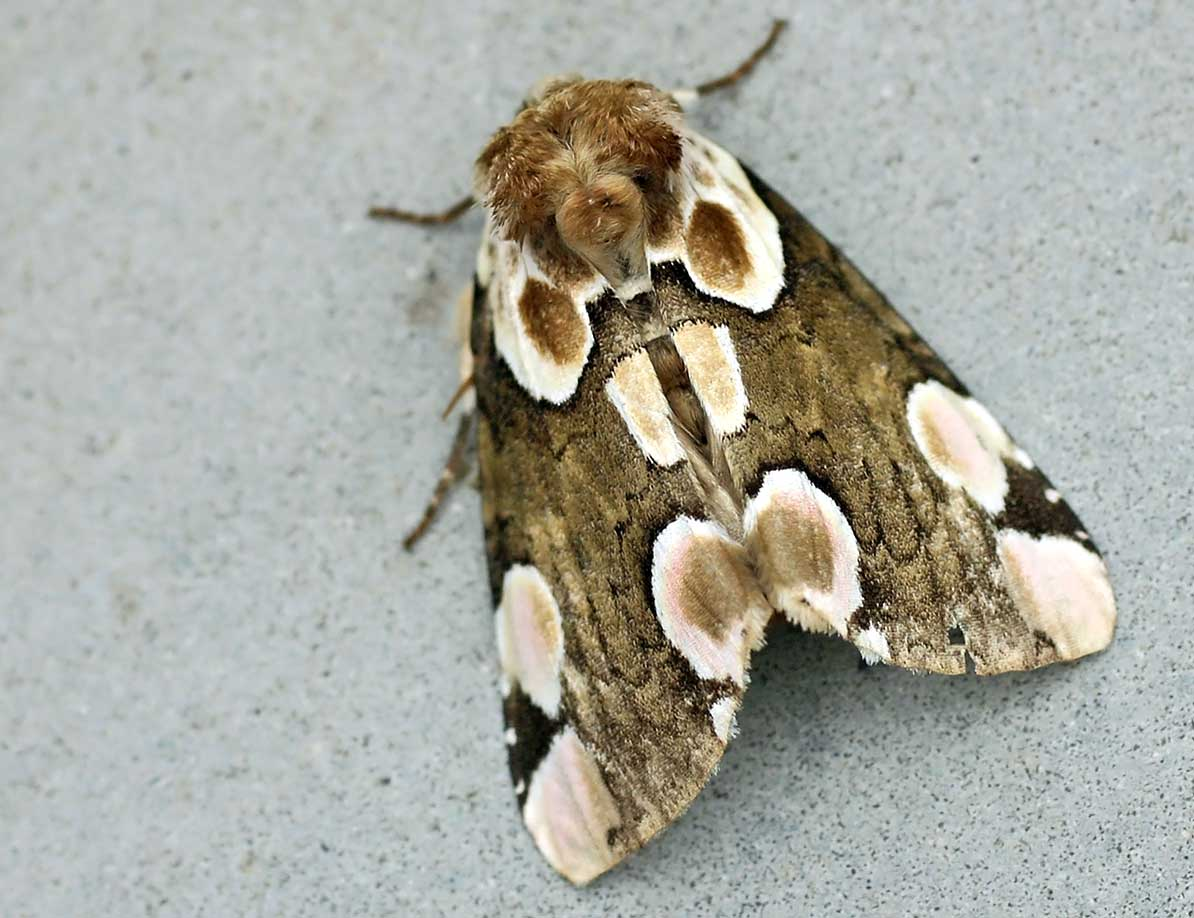
Roseneule (Thyatira batis)

Die Eulenspinner und Sichelflügler (Drepanidae) sind eine Familie der Schmetterlinge, die drei Unterfamilien mit etwa 650 Arten umfasst. In ganz Europa sind 20 Arten bekannt, von denen in Mitteleuropa 17 Arten vorkommen. Die drei heutigen Unterfamilien Drepaninae, Thyatirinae und Cyclidiinae wurden aufgrund ihres sehr unterschiedlichen Aussehens lange Zeit als separate Familien betrachtet, sie teilen aber Synapomorphien, die die Monophylie des Taxons unterstützen. Allerdings konnten die sechs Arten der Gattung Hypsidia, die zweifelsohne zu den Eulenspinnern und Sichelflüglern gezählt werden kann, noch keiner Unterfamilie zugeordnet werden. Das Hauptverbreitungsgebiet der Familie ist Südostasien.  

## Merkmale
Gemeinsames Merkmal aller Eulenspinner und Sichelflügler ist der spezielle Bau der Tympanalorgane an der Basis des Hinterleibs. Sie sind von dem umgebildeten tergosternalen Sklerit abgeleitet, welches das erste Tergum mit dem zweiten Sternum verbindet. An der Basis dieses Sternums befindet sich ein Paar kugeliger Gebilde, welche jeweils aus einer großen und einer kleinen Kammer (Sternalblase) bestehen. Zwischen diesen beiden Kammern befindet sich das Tympanum innenseitig, was  sonst bei keinem anderen Schmetterling der Fall ist. An den sternalen Teil des Organs grenzt rückenseitig (dorsal) auch ein pleuraler Teil an, der aus einer hervortretenden Falte besteht, die durch ein großes dreiarmiges Sklerit gestützt wird. Die Falte bildet eine pleurale Kammer die nach hinten mit einem großen weiteren Tympanum abschließt. 
Die Raupen zeigen Sekundärborsten (Borsten, die ab dem zweiten Raupenstadium auftreten), die vermutliche eine weitere Autapomorphie der Familie darstellen. Diese Borsten befinden sich auf dem ersten bis achten Hinterleibssegment, oberhalb und hinter (dorso-caudad) der Stigmen. 
Die Familie beinhaltet kleine wie große Arten, deren Körperform von schlank bis kräftig reicht. Die meisten Arten sind jedoch mittelgroß und haben mittelbreite bis breite Flügel. Der Außenrand der Vorderflügel ist bei vielen Arten entweder eingebuchtet und gewellt oder an der Spitze sichelförmig ausgezogen. Sie besitzen 12 Flügeladern mit einer Analader (1b). Die Hinterflügel haben acht oder neun Adern mit ein oder zwei Analadern (1a oder 1a und 1b). Die Fühler sind meist lamellenförmig oder gefiedert, gelegentlich aber auch fadenförmig, gesägt oder gekämmt. Auch die Fühler weiblicher Falter sind oft wie die der Männchen gefiedert. Punktaugen (Ocelli) finden sich nur bei wenigen Arten ausgeprägt. Der Saugrüssel ist unterschiedlich gut ausgebildet und fehlt auch bei manchen Arten. Die Maxillarpalpen sind meist zurückgebildet oder kurz und haben maximal drei Glieder. Die Labialpalpen haben in der Regel drei Glieder und sind bei den Arten der Drepaninae sehr klein und schwach, bei den übrigen Unterfamilien kräftig und gut entwickelt.

## Lebensweise
Die Falter sind nachtaktiv, es gibt aber auch Arten, wie die der Gattung Nidara, die auch gerne am Tag fliegen. In Ruheposition legen die meisten Falter ihre Flügel flach nebeneinander, die Arten der Thyatirinae falten sie aber dachartig über dem Hinterleib zusammen. 
Die Eier sind abgeflacht und grob oval oder elliptisch geformt. Sie werden meist in kleinen Gruppen, gelegentlich auch einzeln oder in kurzen Reihen abgelegt. Die Raupen leben meist auf Büschen und Bäumen, vor allem junge Tiere treten dabei gelegentlich in kleinen Gruppen auf. Tagsüber sitzen sie offen auf den Blättern oder verstecken sich zwischen versponnenen oder eingerollten Blättern. Die Verpuppung findet meist in einem Kokon statt, der zwischen Blätter gesponnen wird. Selten verpuppt sich die Raupe ohne Gespinst oder im Erdboden. Die Puppen sind dabei oft mit Wachsausscheidungen überzogen.

## Systematik (Europa)

### Unterfamilie Drepaninae (Sichelflügler)
- Heller Sichelflügler oder Gemeiner Sichelflügler (Drepana falcataria)  (Linnaeus, 1758) A, CH, D
- Erlen-Sichelflügler (Drepana curvatula)  (Borkhausen, 1790) A, CH, D
- Buchen-Sichelflügler (Watsonalla cultraria) (Fabricius, 1775) A, CH, D
- Eichen-Sichelflügler oder Zweipunkt-Sichelflügler (Watsonalla binaria) (Hufnagel, 1767) A, CH, D
- Watsonalla uncinula (Borkhausen, 1790)
- Birken-Sichelflügler (Falcaria lacertinaria)  (Linnaeus, 1758) A, CH, D
- Linden-Sichelflügler (Sabra harpagula) (Esper, 1786) A, CH, D
- Weißer Sichelflügler oder Silberspanner (Cilix glaucata) (Scopoli, 1763) A, CH, D
- Cilix asiatica O. Bang-Haas, 1907
- Cilix hispanica De-Gregorio, Torruella, Miret, Casas & Figueras, 2002
- Macrocilix maia Leech, 1888

### Unterfamilie Thyatirinae (Eulenspinner)
- Roseneule (Thyatira batis) (Linnaeus, 1758) A, CH, D
- Achat-Eulenspinner (Habrosyne pyritoides) (Hufnagel, 1766) A, CH, D
- Augen-Eulenspinner (Tethea ocularis)  (Linnaeus, 1767) A, CH, D
- Pappel-Eulenspinner (Tethea or) (Denis & Schiffermüller, 1775) A, CH, D
- Birken-Eulenspinner (Tetheella fluctuosa) (Hübner, 1803) A, CH, D
- Zweipunkt-Eulenspinner (Ochropacha duplaris) (Linnaeus, 1761) A, CH, D
- Violettgrauer Eulenspinner (Cymatophorina diluta) (Denis & Schiffermüller, 1775) A, CH, D
- Moosgrüner Eulenspinner (Polyploca ridens) (Fabricius, 1787) A, CH, D
- Rothals-Wollbeinspinner (Asphalia ruficollis) (Denis & Schiffermüller, 1775) A, CH ?
- Gelbhorn-Eulenspinner (Achlya flavicornis) (Linnaeus, 1758) A, CH, D